# Ratatouille

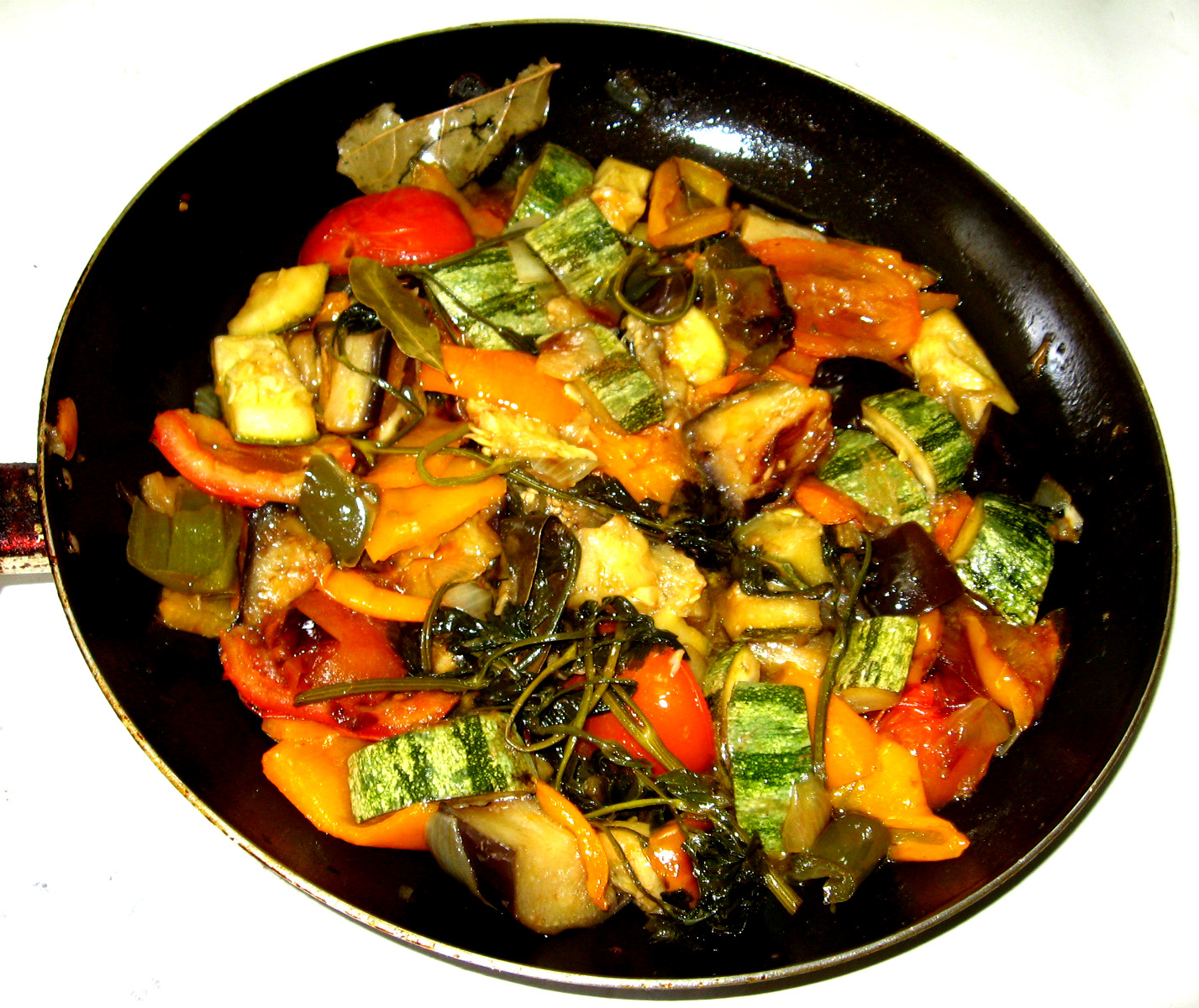
Ratatouille

Ratatouille [ʁataˈtʊɪ̯] ist ein geschmorter Eintopf aus Gemüse der provenzalischen und okzitanischen Küche und gehört dort zu den klassischen Gerichten. Die Ratatouille wird heiß oder kalt verzehrt und traditionell als Vorspeise oder Zwischengang gereicht. Zuweilen dient sie als Beilage zu gegrilltem oder gebratenem Fleisch oder Fisch, der ohne Sauce serviert wird.

## Zubereitung
Die wichtigsten Zutaten einer Ratatouille sind Auberginen, Zwiebeln, Zucchini, Tomaten, Paprikaschoten und Knoblauch, die zunächst in nicht zu kleine Stücke geschnitten und dann in Olivenöl angebraten und mit geschlossenem Deckel gargeschmort werden. Die einzelnen Gemüse werden meist separat angebraten und nach und nach zusammengefügt. Typisch für das Gericht ist die aromatische Würzung, vor allem durch frische oder getrocknete Kräuter der Provence. Die Paprikaschoten können, die Tomaten sollten vor dem Kochen enthäutet werden.

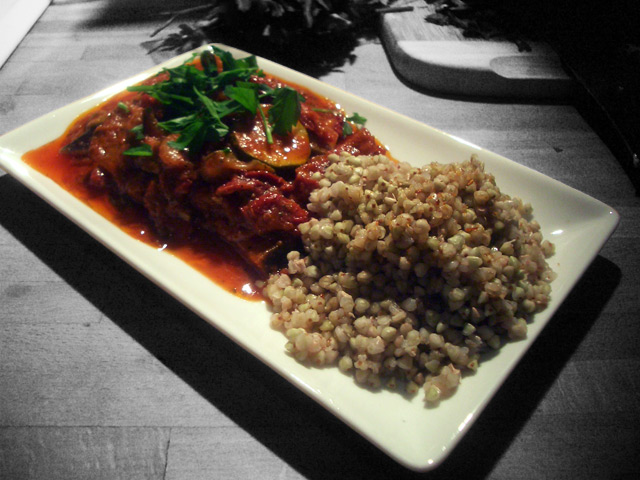
Variationsvielfalt: Ratatouille mit getrockneten Tomaten und Buchweizen.

Da mediterranes Gemüse und dessen Zubereitung heute in ganz Europa bekannt sind, wird das Ratatouille oft auch außerhalb Südfrankreichs zubereitet und stark variiert; die Bezeichnung als Ratatouille weist dann eher auf die Zubereitungsart als auf eine traditionelle Zusammensetzung hin. So können statt oder neben den genannten Zutaten auch frische Petersilie, ein Schuss Rotwein, etwas Sellerie, getrocknete Tomaten, Limetten und/oder Kapern beigegeben werden.
Verwandte Gerichte der italienischen Küche, die bei einer traditionellen Zubereitung ebenfalls ein festgelegtes Repertoire an Gemüsen vorschreiben, sind die Peperonata (auf der Grundlage von Zwiebeln, Tomaten und Paprikaschoten), die sizilianische Caponata (meist auf der Grundlage von Zwiebeln, Tomaten, Auberginen, Sellerie und Kapern) und die neapolitanische Cianfotta (meist aus Zwiebeln, Tomaten, Paprika, Auberginen und Kartoffeln). Eine bekannte spanische Version ist das Pisto. In Griechenland heißt das entsprechende Gericht briám (μπριάμ) oder tourloú (τουρλού), in der Türkei türlü (auf Deutsch Allerlei).

## Geschichte
Ratatouille soll ursprünglich ein rein lokales Gericht aus der Gegend von Nizza gewesen sein, das im 20. Jahrhundert über die Region hinaus populär wurde. Um 1930 soll das Rezept zum ersten Mal gedruckt worden sein. Der Name Ratatouille wurde in Frankreich seit dem 18. Jahrhundert für einfache Eintopfgerichte verwendet, abgeleitet vom Verb touiller (umrühren). Möglicherweise ist das provenzalische Wort rata (einfaches Essen, Brei, Arme-Leute-Speise) im Namen enthalten.
Heyraud, der Autor von La Cuisine à Nice, der einer der ersten gewesen sein soll, die das Rezept publiziert haben, beschrieb die Ratatouille als Ragout aus Auberginen, Tomaten, Zucchini und Paprikaschoten. Außer unter dem Namen Ratatouille war es auch als Sauté à la niçoise und, insbesondere in Nîmes, als Bourbouillade bekannt.

## Populärkultur
Im Film Ratatouille wird das Gericht (als Confit byaldi) von einer Wanderratte für einen Restaurantkritiker gekocht und spielt dadurch eine entscheidende Rolle.